# Château de la Velotte
Le château de la Velotte, dans sa forme actuelle, est une construction du XVIIIe siècle.

## Situation
Ce château se trouve au numéro 9 de la rue du château à Fleurey-sur-Ouche, dans le département de la Côte-d'Or.

## Historique

### Origine
Le château de la Velotte fut la résidence favorite de plusieurs ducs de Bourgogne. Ce château comportait une tour avec un escalier à vis dont on peut voir encore dans la cave voûtée de l'actuelle bâtisse la naissance de l'escalier, ainsi qu'un four à pain, et un puits. En ruines, le château est démoli mais certains éléments sont réemployés dans la construction du nouveau bâtiment au XVIIIe siècle. Ce château de conception classique, est dans sa forme actuelle une construction de la fin du XVIIIe siècle, à la place d'un château plus ancien.

### Propriétaires successifs
Charles d'Arlay, et son épouse Anne de Fleury, propriétaires du château de la Velotte, en font leur résidence de campagne. Louis Marie Nicolas d'Arlay, fils de Charles, hérite du château. Il loue son domaine à Pierre Perrot et Jacquette Mathieu en 1759, agrandit la demeure en 1769 puis la loue à Pierre Bouhin en 1787. Le 12 octobre 1788, « il donne une fête brillante où toute la maison est illuminé par des lampions. La bruyante joie du peuple proclamait à chaque instant des vivats pour le Roi, pour le Parlement et pour Monsieur d'Arlay ». À sa mort, la propriété est vendue le 10 avril 1789 pour une somme de 30 000 livres par son légataire universel le marquis Charles Léopold de Joncourt à Madame Cottin de Joncy. Jean Vivant Micault de Corbeton, Premier Président au Parlement de Bourgogne, reçoit ensuite cette propriété en 1790 en héritage. En 1794, Jean Cazotte juge de paix, Mathieu Pérille, officier de la santé, Antoine Lignier, greffier de la justice de paix, Sébastien Saverot le Jeune, Étienne Grée, Jean-Baptiste Lefranc, Claude Pavaillon , Théodore Faget, Michel Maillot cultivateur, Claude Saverot, Denis Saverot , Sébastien Saverot, deviennent collectivement propriétaires du domaine pour le prix de 17 900 livres, malgré les nombreuses surenchères de Charles Laligant. En 1875, les propriétaires sont François Grée (1850-?) et son épouse Marguerite Truillot (1857-?), Jules Grée et son épouse x. Maillot; Roger Grée et son épouse x Pitié; Michel Lignier et son épouse Thérèse Grée; Lucien Bizot et son épouse x Perrin ; Gustave Dupaquier et son épouse x Perrin. En 2013, le château est toujours la propriété des descendants des familles Lignier et Grée.

## Description
En 1697, il est la résidence de campagne de Charles d’Arlay, de son épouse Marie Anne de Fleurey et de leur fils, Louis Marie Nicolas d'Arlay (1713-1789) qui en est propriétaire en 1759 et  y fait faire des travaux d'agrandissement en 1769 : suppression de la tour extérieure, agrandissement du bâtiment en façade et construction du perron à double escalier permettant l'accès à la demeure. Un cordon mouluré court sur le périmètre de l'édifice au-dessus des fenêtres du premier étage.
Lorsqu'il fut vendu en 1794 une description en est donnée de l'ensemble situé : « Dans la ruelle des vignes consiste en un petit corps de bâtiment qui servait de logement au jardinier, un grand corps d'hébergeage en fort mauvais état, un petit jardinet dans lequel sont deux jolis petits pavillons, un grand corps de bâtiment presque neuf, dans lequel est composé de souterrains voûtés consistant en cuisine, lavoir, office, fruitier, charbonnier et caves, d'un rez-de-chaussée, consistant en un vestibule où est un escalier en pierre garni d'une rampe en fer, un salon avec cheminée de marbre blanc[...], d'un premier étage consistant en un corridor, en plusieurs chambres avec cheminées de pierres polies et en plusieurs cabinets, le tout aussi plafonné et en partie parqueté et enfin de plusieurs mansardes et grenier[...], une allée d'arbres et de charmilles ». Quelques éléments de ce pigeonnier sont encore visibles dans la propriété du 9, rue de Morcueil, il consistait en « un colombier quarré, situé dans le clos ». Les lucarnes datant de la construction du nouveau château, furent déposées, et non remises en place, mais conservées par les actuels propriétaires.

## Terriers, dépendances
- Plan extrait du rapport Romey en date du 9 juin 1794
- Seigneurie de Fleurey-sur-Ouche soit : 176 journaux de terres, 23 soitures[Note 4] de prés, plus bois, ainsi que la ferme, le moulin et le château de la Velotte. L'inventaire des biens saisis fut fait du 14 au 22 novembre 1793. Il fut réalisé par Claude Dellery, maire de la commune, aidé de Pierre Bouhin, fermier du comte, et Jean-Antoine Romey, venu de Dijon.